# Nikita Alexandrowitsch Michailowski
Nikita Alexandrowitsch Michailowski (russisch: Никита Александрович Михайловский; englische Übertragung: Nikita Aleksandrovich Mikhailovskii) (* 10. September 2000 in Pawlowo (Nischni Nowgorod)) ist ein russischer Basketballspieler.

## Werdegang
Michailowski spielte in der Jugend von Awtodor Saratow, in der Saison 2017/18 erhielt er erstmals Einsatzzeit in der VTB United League. Dort steigerte er seinen Wert in der Kategorie „Punkte pro Spiel“ bis 2021 in jeder Saison (von 0,7 auf 8,5). 2019 und 2020 wurde er als bester junger Spieler der VTB United League ausgezeichnet. Zur Saison 2021/22 wechselte er zu den Tasmania JackJumpers in die National Basketball League (NBL). Michailowski wurde einer von mehreren jungen Spielern eines NBL-Förderprogramms, das ihnen den Sprung in die nordamerikanische NBA ermöglichen soll. Die getroffene Vereinbarung sah vor, dass er nach dem Ende des Spielbetriebs in Australien die Saison 2021/22 in Saratow beendet. Im März 2022 wurde Michailowskis Vertrag bei den Tasmania JackJumpers aufgelöst, er ging nach Saratow zurück.

### Nationalmannschaft
Michailowski war beim Albert-Schweitzer-Turnier 2018 mit 17,3 Punkten je Begegnung viertbester Korbschütze aller teilnehmenden Spieler und wurde in die Auswahl der fünf besten Spieler der Veranstaltung berufen. Im selben Jahr kam er bei der U18-Europameisterschaft auf 16,3 Punkte, 7,4 Rebounds und 2,1 Korbvorlagen je Begegnung und wurde erneut in die Mannschaft des Turniers gewählt. 2019 nahm er mit Russland an der U19-Weltmeisterschaft teil, er erzielte im Schnitt 10,4 Punkte, 6,7 Rebounds sowie 4,7 Korbvorlagen je Turnierspiel.